# Esgrima nos Jogos Olímpicos de Verão de 2020 - Espada por equipes feminino
A competição de espada por equipes feminino da esgrima nos Jogos Olímpicos de Verão de 2020 ocorreu em 27 de julho de 2021 no Makuhari Messe, em Chiba, localizado na Região Metropolitana de Tóquio. Um total de 32 esgrimistas de 8 Comitês Olímpicos Nacionais (CON) participaram do evento.

## Qualificação
Cada Comitê Olímpico Nacional (CON) poderia inscrever uma equipe de três esgrimistas no evento (com a opção de uma esgrimista adicional). Essas esgrimistas também se qualificaram automaticamente para o evento individual.
Existiam oito vagas disponíveis para a espada por equipes feminina, sendo alocadas de acordo com o ranking mundial por equipes da Federação Internacional de Esgrima de 5 de abril de 2021. Os quatro primeiros colocados, independentemente da zona geográfica, se qualificaram diretamente (China, Polônia, ROC e Coreia do Sul). As próximas quatro vagas foram alocadas para que cada continente fosse representado, desde que o CON estivesse entre os 16 primeiros no ranking. As vagas foram para Hong Kong (Ásia/Oceania), Estados Unidos (Américas) e Itália (Europa); nenhum time da África estava entre os 16 primeiros, então a vaga foi realocada para o próximo melhor time independentemente do continente (Estônia).
Devido a pandemia de COVID-19, muitos dos eventos de qualificação para a esgrima acabaram adiados, movendo o encerramento do período de classificação para 5 de abril de 2021, em vez da data original de 4 de abril de 2020.

## Formato
O torneio de 2020 continuou a usar o formato de chaves de eliminação única, com jogos de classificação para definir todas as posições. Cada equipe compete com três esgrimistas em que todas se enfrentam, totalizando nove lutas de três minutos; a equipe vencedora é aquela que atingir primeiro o total de 45 pontos ou que estiver na liderança após o término das nove lutas. Regras padrão da espada em relação à área-alvo, golpe e prioridade são usadas.

## Calendário
Horário local (UTC+9)
| Data                | Tempo       | Fase                                                                                              |
| ------------------- | ----------- | ------------------------------------------------------------------------------------------------- |
| 27 de julho de 2021 | 11:25 18:30 | Quartas de final Semifinais Disputa pelo 7º lugar Disputa pelo 5º lugar Disputa pelo bronze Final |

## Medalhistas
|  | EST Estônia                                             |  | KOR Coreia do Sul                                 |  | ITA Itália                                                       |
|  | Julia Beljajeva Irina Embrich Erika Kirpu Katrina Lehis |  | Choi In-jeong Kang Young-mi Lee Hye-in Song Se-ra |  | Rossella Fiamingo Federica Isola Mara Navarria Alberta Santuccio |

## Resultados
A competição foi disputada em formato eliminatório direto em apenas um dia, até a definição dos medalhistas.
|  | Quartas de final   | Quartas de final  |                   |    | Semifinais          | Semifinais          |  |  | Final | Final |
|  |                    |                   |                   |    |                     |                     |  |  |       |       |
|  |                    |                   |                   |    |                     |                     |  |  |       |       |
|  |                    |                   |                   |    |                     |                     |  |  |       |       |
|  | CHN China          | 44                |                   |    |                     |                     |  |  |       |       |
|  | CHN China          | 44                |                   |    |                     |                     |  |  |       |       |
|  | HKG Hong Kong      | 32                |                   |    |                     |                     |  |  |       |       |
|  | HKG Hong Kong      | 32                | CHN China         | 29 |                     |                     |  |  |       |       |
|  |                    |                   | CHN China         | 29 |                     |                     |  |  |       |       |
|  |                    | KOR Coreia do Sul | 38                |    |                     |                     |  |  |       |       |
|  | USA Estados Unidos | KOR Coreia do Sul | 38                | 33 |                     |                     |  |  |       |       |
|  | USA Estados Unidos |                   |                   | 33 |                     |                     |  |  |       |       |
|  | KOR Coreia do Sul  | 38                |                   |    |                     |                     |  |  |       |       |
|  | KOR Coreia do Sul  | 38                | KOR Coreia do Sul | 32 |                     |                     |  |  |       |       |
|  |                    |                   | KOR Coreia do Sul | 32 |                     |                     |  |  |       |       |
|  |                    | EST Estônia       | 36                |    |                     |                     |  |  |       |       |
|  | ROC                | EST Estônia       | 36                | 31 |                     |                     |  |  |       |       |
|  | ROC                |                   |                   | 31 |                     |                     |  |  |       |       |
|  | ITA Itália         | 33                |                   |    |                     |                     |  |  |       |       |
|  | ITA Itália         | 33                | ITA Itália        | 34 |                     |                     |  |  |       |       |
|  |                    |                   | ITA Itália        | 34 |                     |                     |  |  |       |       |
|  |                    | EST Estônia       | 42                |    | Disputa pelo bronze | Disputa pelo bronze |  |  |       |       |
|  | EST Estônia        | EST Estônia       | 42                | 29 | Disputa pelo bronze | Disputa pelo bronze |  |  |       |       |
|  | EST Estônia        |                   |                   | 29 |                     |                     |  |  |       |       |
|  | POL Polônia        | 26                |                   |    |                     |                     |  |  |       |       |
|  | POL Polônia        | 26                | CHN China         | 21 |                     |                     |  |  |       |       |
|  |                    |                   |                   |    |                     |                     |  |  |       |       |
|  | ITA Itália         | 23                |                   |    |                     |                     |  |  |       |       |
|  | ITA Itália         | 23                |                   |    |                     |                     |  |  |       |       |

Classificação 5º–8º lugar
|  | Classificação 5º–8 | Classificação 5º–8 |                       |    | Disputa pelo 5º lugar | Disputa pelo 5º lugar |
|  |                    |                    |                       |    |                       |                       |
|  |                    |                    |                       |    |                       |                       |
|  |                    |                    |                       |    |                       |                       |
|  | HKG Hong Kong      | 31                 |                       |    |                       |                       |
|  | HKG Hong Kong      | 31                 |                       |    |                       |                       |
|  | USA Estados Unidos | 42                 |                       |    |                       |                       |
|  | USA Estados Unidos | 42                 | USA Estados Unidos    | 33 |                       |                       |
|  |                    |                    | USA Estados Unidos    | 33 |                       |                       |
|  |                    | POL Polônia        | 26                    |    |                       |                       |
|  | ROC                | POL Polônia        | 26                    | 25 |                       |                       |
|  | ROC                |                    |                       | 25 |                       |                       |
|  | POL Polônia        | 31                 |                       |    |                       |                       |
|  | POL Polônia        | 31                 | Disputa pelo 7º lugar |    |                       |                       |
|  |                    |                    |                       |    |                       |                       |
|  |                    |                    |                       |    |                       |                       |
|  |                    |                    |                       |    |                       |                       |
|  | HKG Hong Kong      | 28                 |                       |    |                       |                       |
|  | HKG Hong Kong      | 28                 |                       |    |                       |                       |
|  | ROC                | 27                 |                       |    |                       |                       |

## Classificação final
| Pos.              | CON                | Esgrimistas                                                                |
| ----------------- | ------------------ | -------------------------------------------------------------------------- |
| Medalha de ouro   | EST Estônia        | Julia Beljajeva Irina Embrich Erika Kirpu Katrina Lehis                    |
| Medalha de prata  | KOR Coreia do Sul  | Choi In-jeong Kang Young-mi Lee Hye-in Song Se-ra                          |
| Medalha de bronze | ITA Itália         | Rossella Fiamingo Federica Isola Mara Navarria Alberta Santuccio           |
| 4                 | CHN China          | Zhu Mingye Xu Anqi Lin Sheng Sun Yiwen                                     |
| 5                 | USA Estados Unidos | Anna van Brummen Katharine Holmes Kelley Hurley Courtney Hurley            |
| 6                 | POL Polônia        | Ewa Trzebińska Magdalena Piekarska Aleksandra Jarecka Renata Knapik-Miazga |
| 7                 | HKG Hong Kong      | Kaylin Hsieh Vivian Kong Coco Lin Chu Ka Mong                              |
| 8                 | ROC                | Yulia Lichagina Violetta Khrapina Aizanat Murtazaeva Violetta Kolobova     |